# ديل بريان
ديل بريان (بالإنجليزية: Del Bryan)‏ مواليد 16 أبريل 1967 في نوتنغهام، هو ملاكم محترف بريطاني سابق صنّف ضمن فئة وزن الوسط.

## إحصائيات
خاض خلال مسيرته 52 نزالا، فاز في 32 وتعادل في 1 وخسر في 19. فاز بالضربة القاضية في 9 نزالات.

## روابط خارجية
- ديل بريان على موقع بوكس ريك (الإنجليزية) (registration required)